# La catedral (novela)
La catedral es una novela del escritor español Vicente Blasco Ibáñez, publicada por primera vez en Valencia en 1903 por Sempere y Compañía editores.  

## Argumento
La novela, estructurada en diez capítulos, narra las desventuras de un seminarista llamado Gabriel Luna que, tras el fin de la tercera guerra carlista (1872-1876) se instala en Francia, donde se inocula de pensamiento revolucionario. Retorna a Toledo, su ciudad natal, cuya catedral da nombre a la novela, y allí comienza a difundir sus ideas de igualdad entre la población local, que sin embargo lo acaba malinterpretando.

## Estructura
La novela está estructurada en diez capítulos, y en ella pueden distinguirse dos partes, de cinco capítulos cada una. En la primera parte, la protagonista es la catedral y las vidas de quienes habitan en ella, observadas silenciosamente por Gabriel Luna. 
En la segunda parte, pasan a primer plano los discursos de Gabriel Luna y sus diálogos con otros personajes, mediante los que difunde sus ideas políticas, sociales y económicas. Así, el capítulo sexto marca una diferencia significativa con los anteriores, pues consiste fundamentalmente en un diálogo entre don Antolín y Gabriel Luna, en el que este ocupa el mayor protagonismo con un encendido y pesimista discurso sobre la historia de España y el papel que en ella han jugado los reyes extranjeros y la Iglesia católica. La segunda parte de la novela sigue, a rasgos generales, este carácter dialógico, aunque en algunos episodios se interrumpe con algo de "acción"; por ejemplo, en el comienzo del capítulo octavo, que representa la celebración del Corpus Christi en Toledo, y en el capítulo décimo, que representa la celebración de la fiesta de la Virgen del Sagrario. También se insertan diálogos de carácter menos político y más sentimental, como los que se producen entre Tomasa y don Sebastián, viejos amigos desde la niñez, y entre Gabriel y su sobrina Sagrario.

## Personajes
- Gabriel Luna. Es el protagonista de la novela. Tras ser seminarista de la catedral de Toledo, pasa cinco años de su juventud en París, entre la muerte de Mijaíl Bakunin (1876), cuyos libros leía, y la de Ernest Renan (1892), cuyas lecciones oía en el Colegio de Francia. Allí abandona su fe en la religión, y pasa después como activista revolucionario por Londres, Holanda, Bélgica, Alemania e Italia. Envejecido antes de cumplir los cuarenta años y enfermo, vuelve a su ciudad natal, Toledo, y busca acogida en la catedral, donde trabaja y vive su hermano Esteban.
- Esteban Luna. Es hermano mayor de Gabriel, al que acoge en la catedral de Toledo. Es silenciario de la catedral y vive en una de las casas del claustro. Es viudo. El narrador lo llama en ocasiones Vara de palo.
- El Tato. Es un muchacho joven, sobrino de Gabriel y de Esteban. También trabaja en la catedral y vive en una de las casas del claustro con su madre.
- Tomasa. Es tía de Gabriel. Tiene unos sesenta años, trabaja como jardinera en la catedral y vive desde su nacimiento en el claustro.
- Sagrario. Es hija de Esteban y sobrina de Gabriel. Tras vivir en el claustro de la catedral, desde hace cinco años vive una mala vida en Madrid, hasta que Tomasa la trae de nuevo a Toledo. Empieza a figurar de forma activa en la trama de la novela a partir del final del capítulo quinto.
- Don Luis. Es un sacerdote joven que funge como maestro de capilla en la catedral, pensando más en la música que en el dogma. Vive con Esteban en la misma casa.
- Don Antolín. Sacerdote que ejerce autoridad a modo de gobernador de la catedral. Tiene cerca de sesenta años de edad, y a sus órdenes están los servidores laicos y bajo su inspección se hacen los trabajos de escasa importancia. Vive en el claustro de la catedral con su sobrina Mariquita, venida para cuidar a su tío. El narrador lo llama en ocasiones Vara de plata.
- Don Martín. Es un joven cura de monjas de uno de los conventos de Toledo.
- Don Sebastián. Arzobispo de Toledo y cardenal.

## Valoración
El crítico Francisco Fernández Villegas «Zeda» achaca a la novela demasiado componente político y filosófico por parte del autor. Considerada una novela social, se encuadra dentro del naturalismo.